# Fundação Brasil Cidadão - Ceará
A ONG Fundação Brasil Cidadão - FBC é uma organização social que atua com Defesa e Proteção do Meio Ambiente, Emprego e Treinamento, e Outras Formas de Desenvolvimento, com funcionamento desde junho de 1996. Ela atua principalmente no município de Icapuí, no Ceará, último do litoral leste antes do Rio Grande do Norte, embora sua sede esteja na capital do Estado, Fortaleza.
A região de Icapuí tem especial importância para a preservação do meio ambiente. Estima-se que esta região abriga 10% da população de peixe-boi marinho do Brasil, o mamífero marinho mais ameaçado de extinção no País.

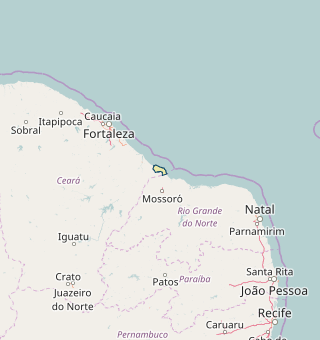
Localização de icapuí no Ceará

A Fundação Brasil Cidadão já recebeu diversas premiações pelas ações sociais que desenvolve, entre as quais foi finalista do Prêmio da Fundação Banco do Brasil em Tecnologias Sociais com o Projeto “De Olho na Água”, em 2017, além do Prêmio Muriqui, da Reserva da Biosfera da Mata Atlântica (RBMA), pela contribuição para a conservação da natureza.

## Histórico
A Fundação Brasil Cidadão para Educação, Cultura, Tecnologia e Meio Ambiente foi criada como Organização da Sociedade Civil - OSC. Embora a abertura do CNPJ seja de 29 de janeiro de 1994 , a Fundação declara em seu histórico que o início de atividades ocorreu em 1996. A instituição tem como presidente João Bosco Priamo Carbognin desde 2005.. Seu objetivo desde o início era atuar nas 34 comunidades na região de Icapuí.
Este município tem 63 km de praias (20 mil habitantes), que sobrevive da pesca, do turismo e da cultura do caju. Seus ecossistemas englobam campos de dunas, falésias, carnaubais, coqueirais, manguezal e o segundo maior banco de algas marinhas do Brasil, sendo Abrolhos, no sul da Bahia, o primeiro. Além do peixe-boi marinho, sua biodiversidade inclui sítios de alimentação, reprodução e refúgio de aves migratórias.
Quase 10 anos depois, conquistou registro no CNEA – Cadastro Nacional de Entidades Ambientalistas – publicado no Diário Oficial da União Portaria n.141/2009 07.05.2009, no dia 7 de maio de 2009. Esse registro é uma ferramenta na busca de apoiadores para os projetos.
Com o tema “Como transformar a vida de uma comunidade”, a diretora executiva da Fundação Brasil Cidadão, Maria Leinad Vasconcelos Carbognin, participou do evento TEDX Amazônia com a apresentação dos Projetos que compõem a Teia da Sustentabilidade e como foram importantes para a transformação da vida das comunidades de Icapuí.
A FBC recebeu o prêmio Muriqui Pessoa Jurídica 2016, concedido pela RBMA – Reserva da Biosfera da Mata Atlântica. O prêmio foi outorgado pelo reconhecimento do trabalho da entidade em prol da conservação da natureza tanto do litoral leste do Ceará, quanto na Reserva Natural Serra da Pacavira, em Pacoti, primeira RPPN no Maciço do Baturité.

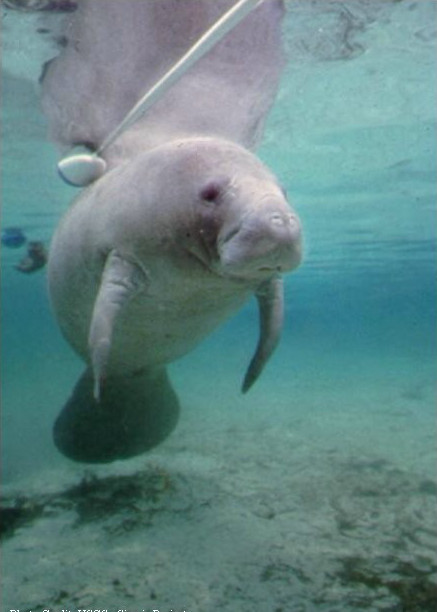
Peixe-boi marinho é um dos animais mais atendidos por projetos da enidade

O Projeto “De Olho na Água” ficou entre os finalistas do Prêmio da Fundação Banco do Brasil de Tecnologias Sociais, em 2017.
Em 06 de  janeiro de 2019, a FBC sofreu um incêndio praticado por facções criminosas “em guerra” contra o governo do Estado naquele momento. Esse atentado destruiu completamente a Estação Ambiental Mangue Pequeno, na Praia de Requenguela, em Icapuí A ação provocou perda total, tanto das instalações físicas da Estação quanto dos equipamentos, livros, banco de dados, computadores, mobiliários, entre outros.
A entidade fez uma campanha de crowdfunding em fevereiro e de março do mesmo ano para captação de recursos para aquisição de equipamentos e materiais para reconstrução da Estação Ambiental. A meta inicial da campanha era de R$12 mil e foi superada pelas 139 pessoas que doaram R$ 28.268 para a entidade.
Com a extinção do centro de referência em Educação Ambiental, a Instituição teve que adaptar vários projetos. A situação foi agravada com a pandemia de Covid-19. Em 2020, junto a outras entidades, a FBC participou da criação de “Bosques da Memória: homenagem da Mata Atlântica às vítimas da Covid-19”, um projeto que plantava mudas para criação de um bosque. Em Icapuí, a Fundação Brasil Cidadão liderou a iniciativa com a plantação de um bosque de mangue com 100 plantas.
O Conselho Nacional da Reserva da Biosfera da Mata Atlântica, por unanimidade, confere o título de Posto Avançado da Reserva da Biosfera da Mata Atlântica à Estação Ambiental Mangue Pequeno, em Icapuí, CE, como reconhecimento pelo trabalho desenvolvido pela FBC no município.
Fez 25 anos durante a pandemia  realizando na manhã de Dia Mundial do Meio Ambiente, 5 de junho, o plantio de 100 mudas de mangue no Bosque da Memória Verde Vida, em homenagem às vítimas da Covid-19 e em respeito aos profissionais de saúde do Município.

## Projetos

### De olho na Água
O Projeto “De Olho na Água” tem o patrocínio da Petrobras, e está em sua quarta etapa. Foi criado em 2006 em busca em promover a recuperação de manguezais no município de Icapuí por meio de ações que fomentem a Educação Ambiental e a conservação do meio ambiente com atuação direta das comunidades locais. Realização de ações integradas e participativas fundamentadas em pesquisa científica e na aplicação de tecnologias sociais para a melhoria da qualidade dos sistemas hídricos, dos ecossistemas e de vida comunitária na planície costeira de Icapuí.

### De olho no Futuro
O projeto "De olho no Futuro" possibilitou, desde 2012, capacitações de conscientização e de utilização sustentável das Unidades de Conservação. Patrocinado pelo Fundo da Infância e do Adolescente (FIA), por meio do Conselho Municipal da Criança e do Adolescente (COMDCA), vinculado à Secretaria de Assistência Social, com parceria da Aliança Energia e realizado pela Fundação Brasil Cidadão.

### Mulheres de Corpo e Algas
"Mulheres de Corpo e Algas" é um projeto de produção e comercialização de produtos (alimentos e cosméticos) à base de algas, que alia tecnologia e responsabilidade ambiental no cultivo sustentável das algas, na comunidade da Barrinha. Criado em 2007, é patrocinado pela Localiza e realizado pela Fundação Brasil Cidadão.
Com os recursos da Brazil Foundation, mulheres são qualificadas no beneficiamento das algas marinhas, criando produtos com elevado valor comercial como cosméticos, sabonetes, xampus e itens culinários.  A Prefeitura Municipal de Icapuí compra tudo o que é produzido no setor de alimentação, abastecendo a merendeira de creches e escolas públicas. Gelatina e mousse são os alimentos mais fabricados.
pela sua importante contribuição para a preservação do banco de algas dos Cajuais e geração de renda para a comunidade da Barrinha, recebeu o Prêmio Fundação Banco do Brasil de Tecnologias Sociais. em 2008.